# Panhelénské socialistické hnutí
Panhelénské socialistické hnutí (řecky Πανελλήνιο Σοσιαλιστικό Κίνημα, Panellinio Sosialistikó Kínima, zkráceně ΠΑ.ΣΟ.Κ respektive PASOK) je řecká politická strana levého středu. Byla založena roku 1974, sídlí v Aténách a z ideologií zastává sociální demokracii a sociální liberalismus.
Strana je členem Strany evropských socialistů, Socialistické internacionály a Progresivní aliance. V Evropském parlamentu jí náleží 2 z 21 křesel řeckých poslanců.

## Historie

### Počátky (1974-1980)

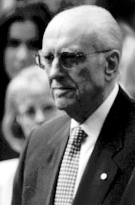
Zakladatel strany Andreas Papandreu

Strana byla založena 3. září 1974 v rámci obnovy demokracie po pádu vlády vojenské junty. Založil ji Andreas Papandreu, syn prominentního řeckého politika Georgiose Papandrea, který byl třikrát premiérem Řeckého království. Na rozdíl od svého otce však nebyl liberálem, ale socialistou. Původní motto znělo: "Národní nezávislost, suverenita lidu, sociální emancipace a demokratizace".
V prvních volbách roku 1974 strana získala jen 666 tisíc hlasů (13,6%) a byla tak třetí nejsilnější stranou, ovšem bez vlivu. Avšak již v následujících volbách roku 1977 strana zdvojnásobila svou voličskou základnu. Získala 1,3 milionu hlasů (25,3%) a stala se tak druhou nejsilnější stranou a hlavní stranou opozice. Právě od roku 1977 se PASOK počítá mezi jednu ze dvou hlavních politických stran Řecka. Tato pozice ji vydržela do voleb roku 2012.

### Zlatá léta (1981-2011)

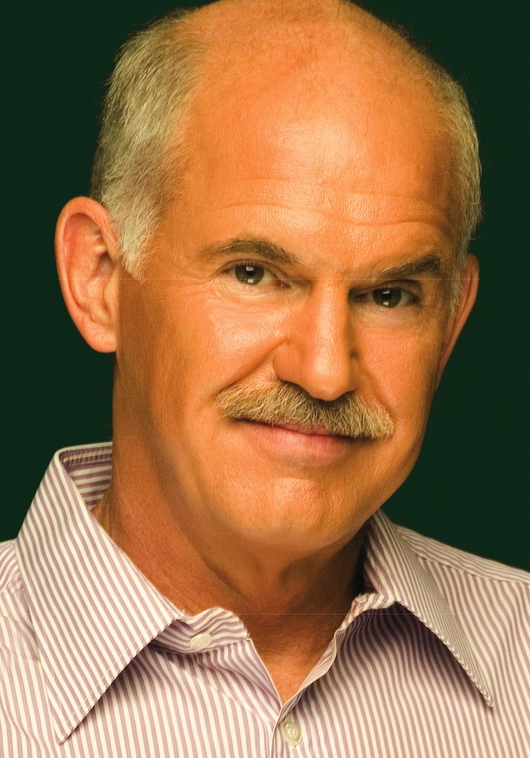
3. předseda strany George Papandreu

Roku 1981 vytvořila první socialistickou vládu v historii Řecké republiky. Do voleb toho roku opět zdvojnásobila počet svých voličů a získala 2,7 milionu hlasů (48,1%) a sestavila samostatnou vládu se 172 mandáty. Tento zisk je největší v její historii. V následujících volbách strana sice ještě posílila co do počtu hlasů, ale ve výsledku ztratila 11 mandátů. V 80. letech tak mohla levice uplatnit svou politiku. Například zrovnoprávnila občanské sňatky s původně pouze povolenými církevními, také rehabilitovala levicový odboj z dob druhé světové války a povolila návrat politických uprchlíků z dob Řecké občanské války. Vláda strany PASOK také stála za omezením pravomocí prezidenta republiky z roku 1986. Dále zrušili represivní antikomunistické zákony, zvedli mzdy, upravili rodinné právo, aby posílili práva žen, a zrušili tradiční organizaci řeckého četnictva.
Ke konci 80. let však strana začala ztrácet, a to hlavně kvůli korupčním aférám. Ve volbách roku 1989 získala 2,5 milionu hlasů (39,1%), a tím 125 mandátů, čímž ztratila většinu. Středo-pravicová koalice však nevydržela a volby se musely téhož roku opakovat. PASOK si však polepšila jen o tři mandáty a účastnila se všenárodní koalice. Další volby se konaly již roku 1990 a strana ztratila dalších pět mandátů, čím se ocitla znovu v opozici.
Avšak již volby roku 1993 přinesly změnu. Strana získala svých rekordních 3,2 milionu hlasů (46,9%) a se 170 mandáty opět sestavila jednobarevnou vládu. Roku 1996 bylo vedení strany nuceno volit nového předsedu, jelikož Andreas Papandreu byl kvůli vážným zdravotním problémům neschopen funkci dále vykonávat. Strana tak po dvaadvaceti letech vyměnila svou hlavní tvář. Novým předsedou byl zvolen proevropský Kostas Simitis, kandidát modernizačního křídla strany. Volby v letech 1996 a 2000 nepřinesly žádnou změnu a PASOK pokračoval v jednostranické vládě. Právě této vládě se podařilo získat svolení k pořádání Letních olympijských her roku 2004 v Aténách a přivést zemi do Eurozóny. Strana v této době však začala ztrácet vliv u svého voličstva v nižších a středních třídách. Důsledkem toho Simitis roku 2004 rezignoval.
Novým, v pořadí třetím, předsedou byl zvolen Jorgos Papandreu, syn zakladatele strany. Ten však nedokázal se svou stranou vyhrát a ve volbách roků 2004 a 2007 byl jen druhý, čím vždy směroval do opozice. Přesto byl v roce 2007 Papandreu znovuzvolen předsedou strany. 31. ledna 2006 byl Jorgos Papandreu zvolen prezidentem Socialistické internacionály, světové organizace sdružující sociální demokraty, socialisty a příslušníky labouristických stran. Ve volbách 4. října 2009 vyhrál se ziskem 43,6 %. Avšak kvůli dluhové krizi byl nahrazen koaliční vládou Lukase Papadimose, ke které se PASOK jako nejsilnější strana v listopadu 2011 přidala, a tím si zajistila jedenáct ministerských křesel.

### Ztráta voličstva (od roku 2012)
Její účast v nepopulární úsporné vládě ji však odehnala tradiční voliče. Novým předsedou strany byl zvolen Evangelos Venizelos. V květnových volbách roku 2012 strana získala pouze 831 tisíc hlasů (13,18%) a 41 mandátů. Byl to obrovský propad, ve volbách roku 2009 strana měla ještě tři miliony voličů. PASOK se tím stalo až třetí nejsilnější stranou. Nově ho předběhla Koalice radikální levice (SYRIZA). Z voleb však nevzešla žádná vláda. Při opakovaných volbách v červnu téhož roku si strana ještě pohoršila. Získala 755 tisíc hlasů (12,28%) a 33 mandátů. Potvrdila tak svou třetí pozici.
V předčasných volbách v lednu 2015 získala 289 482 hlasů (4,7 %) a 13 mandátů, a tím byla nejmenší stranou zvolenou do Parlamentu. Poté, co vítězná Koalice radikální levice složila vládu s Nezávislými Řeky, odešla strana PASOK do opozice. Pro PASOK to byl rekordně nízký volební výsledek.
V dalších předčasných volbách ze září 2015 se PASOK spojil do koalice se stranou Demokratická levice (DIMAR). Společně obdržely 6,28 % hlasů a 17 mandátů. Do voleb je vedla Fofi Gennimata.

## Podpora
Tradičními regiony, které podporují PASOK jsou Kréta, Západní Řecko a Egejské ostrovy, v současnosti[kdy?] také Západní Thrákie. Západní Řecko hlavně proto, že z tohoto regionu pochází rod Papandreu. Naopak slabou podporu mají v regionech Peloponés, Střední Makedonie a Západní Makedonie, které jsou baštami konzervativní Nové demokracie (ND).